# She Is Coming
| Совокупная оценка    | Совокупная оценка |
| Источник             | Оценка            |
| -------------------- | ----------------- |
| Metacritic           | 64/100            |
| Оценки критиков      |                   |
| Источник             | Оценка            |
| The Guardian         | [ 2 ]             |
| Los Angeles Times    | positive          |
| NME                  | [ 4 ]             |
| Consequence of Sound | B-                |
| Slant Magazine       | [ 6 ]             |
| Allmusic             | [ 7 ]             |
| Pitchfork            | 4.6/10            |

She Is Coming (с англ. «Она идёт») — второй мини-альбом американской певицы Майли Сайрус. Релиз пластинки состоялся 31 мая 2019 года на лейбле RCA Records.

## Отзывы
She Is Coming получил положительные отзывы музыкальной критики и интернет-изданий: The Guardian, Idolator,Los Angeles Times

## Список композиций
| №                   | Название                                                                   | Текст песни | Музыка                   | Длительность |
| ------------------- | -------------------------------------------------------------------------- | --- | ------------------------ | ------------ |
| 1.                  | «Mother’s Daughter»                                                        | Майли Сайрус Эндрю Уайат Альма | Уайат                    | 3:39         |
| 2.                  | «Unholy»                                                                   | Сайрус Уайат Ilsey Juber Джаспер Шефф Джон Каннингем | Cunningham Sheff         | 2:10         |
| 3.                  | «D.R.E.A.M.» (при участии Ghostface Killah)                                | Cyrus Cunningham Juber Clifford Smith Corey Woods David Porter Dennis Coles Gary Grice Isaac Hayes Jason Hunter Lamont Hawkins Robert Diggs Russell Jones | Cunningham RZA           | 2:48         |
| 4.                  | «Cattitude» (при участии RuPaul)                                           | Сайрус Уайат Miettinen Juber Rupaul Andre Charles | Уайат King Henry [англ.] | 3:09         |
| 5.                  | «Party Up the Street» (совместно с Swae Lee при участии Mike Will Made It) | Сайрус Уайат Халиф Малик Ибн Шаман Браун Asheton Hogan Майкл Уильямс II                                                                                   | Mike Will Made It Pluss  | 3:37         |
| 6.                  | «The Most»                                                                 | Сайрус Juber Mark Ronson Jonny Price Marcus Lomax Stefan Johnson Brandon Joyner Burton                                                                    | Ronson BJ Burton         | 3:41         |
| Общая длительность: | Общая длительность:                                                        | Общая длительность: | Общая длительность:      | 19:04        |

## Коммерческий успех
She Is Coming дебютировал на пятом месте в американском хит-параде Billboard 200 с тиражом 36 000 единиц, включая 12 000 копий альбома. Это 12-е вхождение певицы в лучшую десятку этого чарта.

## Чарты
| Чарт (2019)                         | Высшая позиция |
| ----------------------------------- | -------------- |
| Australian Albums (ARIA)            | 10             |
| Австрия (Ö3 Austria)                | 21             |
| Бельгия/Фландрия (Ultratop)         | 21             |
| Бельгия/Валлония (Ultratop)         | 35             |
| Канада (Canadian Albums Chart)      | 4              |
| Чехия (ČNS IFPI)                    | 9              |
| Дания (Hitlisten)                   | 12             |
| Финляндия (Suomen virallinen lista) | 11             |
| French Albums (SNEP)                | 85             |
| Германия (Offizielle Top 100)       | 74             |
| Ирландия (IRMA)                     | 19             |
| Italian Albums (FIMI)               | 44             |
| New Zealand Albums (RMNZ)           | 14             |
| Норвегия (VG-lista)                 | 4              |
| Шотландия (Scottish Albums Chart)   | 35             |
| Spanish Albums (PROMUSICAE)         | 32             |
| Swedish Albums (Sverigetopplistan)  | 17             |
| Швейцария (Schweizer Hitparade)     | 27             |
| Великобритания (UK Albums Chart)    | 18             |
| US Billboard 200                    | 5              |